# Kal korsmåra
Kal korsmåra (Cruciata glabra) är en måreväxtart som först beskrevs av Carl von Linné, och fick sitt nu gällande namn av Philipp Filip Maximilian Opiz. Enligt Catalogue of Life ingår Kal korsmåra i släktet korsmåror och familjen måreväxter, men enligt Dyntaxa är tillhörigheten istället släktet korsmåror och familjen måreväxter. Arten är reproducerande i Sverige.

## Underarter
Arten delas in i följande underarter:
- C. g. balcanica
- C. g. glabra
- C. g. hirticaulis
- C. g. krylovii